# Antonio Amati
Pour les articles homonymes, voir Amati.
Pour les autres membres de la famille, voir Famille Amati.
Antonio Amati (Crémone, vers 1540 - 1605) est un luthier italien, actif de 1556 à 1607.

## Biographie
Fils cadet de Andrea Amati et frère de Girolamo Amati, Antonio a travaillé d'abord avec son père, puis avec son frère, dans le même atelier. Avec ce dernier, il a affiné sa technique de construction et son style. Pendant une dizaine d'années, ils ont cosigné leurs œuvres avec leurs prénoms latinisés : "Antonius & Hieronymus Amati".

## Sources
- William Henley, The Universal Dictionary of Violin and Bow Makers, Brighton, Amati, 1973.